# Кострино (присілок)
Кострино (рос. Кострино) — присілок у Тихвінському районі Ленінградської області Російської Федерації.
Населення становить 4 особи. Належить до муніципального утворення Мелегежське сільське поселення.

## Історія
Населений пункт розташований на історичній Новгородській землі, знищеній Московським царством у 15 столітті.
Згідно із законом від 1 вересня 2004 року № 52-оз належить до муніципального утворення Мелегежське сільське поселення.

## Населення
| 1879 | 1910 | 1928 | 1958 | 1997 | 2002 | 2007 |
| ---- | ---- | ---- | ---- | ---- | ---- | ---- |
| 173  | ↗198 | ↘192 | ↘48  | ↘13  | ↘3   | ↗4   |
| 2010 |      |      |      |      |      |      |
| →4   |      |      |      |      |      |      |